# Pokój w Kamieńcu Podolskim 1510
Pokój w Kamieńcu Podolskim 1510 – traktat pokojowy zawarty 23 stycznia 1510 roku w Kamieńcu Podolskim pomiędzy królem Polski Zygmuntem I Starym i hospodarem mołdawskim Bogdanem za pośrednictwem posłów króla węgierskiego Władysława. Bogdan rezygnował z ręki Elżbiety, hospodara zobowiązano do wydania posłom węgierskim dokumentów dotyczących jego niedoszłego małżeństwa, sprawa Pokucia została oddana do rozstrzygnięcia Władysławowi węgierskiemu.
Po klęsce wojsk mołdawskich w nad Dniestrem w 1509 roku, w Kamieńcu Podolskim rozpoczęto rokowania pokojowe, w których udział wzięli logofet Tautul, perkułabowie Teodor i Izaak oraz pisarz Iwanko. Stronę polską reprezentowali kanclerz wielki koronny Jan Łaski, marszałek wielki koronny Stanisław z Chodcza, kasztelan bełski Jerzy Krupski i sekretarz królewski Piotr Tomicki. Pokojowi patronował Władysław węgierski z racji swojego lennego zwierzchnictwa uznanego przez Polskę w 1507 roku, z zastrzeżeniem, że nie narusza to jej praw.